# Chrissy Metz
Christine „Chrissy“ M. Metz (* 29. září 1980, Homestead, Florida, Spojené státy americké) je americká herečka, která se proslavila hlavně díky rolím v seriálech Jmenuju se Earl, American Horror Story a aktuálně hraje jednu z hlavních rolí v seriálu stanice NBC Tohle jsme my. Za roli Kate získala nominaci na cenu Emmy a dvě na Zlatý glóbus.

## Životopis
Chrissy vyrostla ve městě Homestead na Floridě. Několik let strávila v Japonsku, kde její otec Mark Metz pracoval u námořnictva Spojených států amerických. Rodině se poté přestěhovala zpátky na Floridu, do města Gainesville, kde navštěvovala základní a střední školu. Vyrůstala se svojí matkou Denise Hodge, nevlastním otcem a čtyřmi sourozenci, z toho s dvěma nevlastními.

## Kariéra
Proslavila se rolí Kate Pearson v dramatickém seriálu stanice NBC Tohle jsme my, za kterou získala nominaci na cenu Emmy a dvě na Zlatý glóbus. Objevila se také v seriálu stanice FX American Horror Story: Freak Show.
Má svojí kapelu Chrissy and The Vapors.
Na začátku roku 2018 bylo oznámeno, že si zahraje ve filmu Breakthrough. Je obsazena do role Joyce Smith, matky Johna. Ve stejném roce si také zahrála ve filmu Netflixu Sierra Burgess Is a Loser.

## Osobní život
Dne 5. ledna 2008 se provdala za britského novináře Martyna Eadena v Santa Barbaře v Kalifornii. Dvojice se rozešla v lednu roku 2013 a Eaden zažádal o rozvod v listopadu 2014. Dne 11. prosince 2015 proběhl rozvod.

## Filmografie

### Film
| Rok  | Název                   | Role        | Poznámky |
| ---- | ----------------------- | ----------- | -------- |
| 2007 | Loveless in Los Angeles | Bonnie      |          |
| 2008 | Zprávy TV Onion         | Silná dívka |          |
| 2018 | Sierra Burgess je marná | Trish       |          |
| 2019 | Zlom                    | Joyce Smith |          |

### Televize
| Rok       | Název                              | Role                | Poznámky                           |
| --------- | ---------------------------------- | ------------------- | ---------------------------------- |
| 2005      | Vincentův svět                     | Dívka za pultem     | díl: „The Sundance Kids“           |
| 2005      | All of Us                          | Ruby                | díl: „If You Can't Stand the Heat“ |
| 2008      | Jmenuju se Earl                    | Chunk               | díl: „We've Got Spirit“            |
| 2009      | Solving Charlie                    | Maggie Harmon       | televizní film                     |
| 2010      | Huge                               | Shoshanna           | díl: „Talent Night“                |
| 2014–2015 | American Horror Story: Freak Show  | Barbara/Ima Wiggles | vedlejší role, 5 dílů              |
| 2016      | The Real                           | Sama sebe           | díl: „Guest“                       |
| 2016–2022 | Tohle jsme my                      | Kate                | hlavní role                        |
| 2018–2019 | Kung Fu Panda: The Paws of Destiny | Mei Mei (hlas)      | 12 dílů                            |
| 2018      | The Last O.G.                      | Kočka               | díl: „Repass“                      |
| 2019      | Superstore                         | Luanne              | díl: „#Cloud9Fail“                 |

## Ocenění
| Rok  | Ocenění                           | Kategorie                                                                         | Práce         | Výsledek  |
| ---- | --------------------------------- | --------------------------------------------------------------------------------- | ------------- | --------- |
| 2017 | Zlatý glóbus                      | Nejlepší herečka ve vedlejší roli – seriál, limitovaný seriál nebo televizní film | Tohle jsme my | nominace  |
| 2017 | MTV Movie & TV Awards             | Ocenění pro novou generaci                                                        | Tohle jsme my | nominace  |
| 2017 | Cena Emmy                         | Nejlepší herečka ve vedlejší roli – dramatický seriál                             | Tohle jsme my | nominace  |
| 2017 | Teen Choice Awards                | Televizní objev roku                                                              | Tohle jsme my | nominace  |
| 2018 | Critic's Choice Television Awards | Nejlepší herečka ve vedlejší roli – dramatický seriál                             | Tohle jsme my | nominace  |
| 2018 | Zlatý glóbus                      | Nejlepší herečka ve vedlejší roli – seriál, limitovaný seriál nebo televizní film | Tohle jsme my | nominace  |
| 2018 | Screen Actors Guild Awards        | Nejlepší obsazení                                                                 | Tohle jsme my | vítězství |